# فرانكي كينغ
فرانكي كينغ (بالإنجليزية: Frankie King)‏ مواليد 6 يونيو 1972 في باكسلي، هو لاعب كرة سلة أمريكي معتزل. بدأ مسيرته الاحترافية في سنة 1995. تم اختياره من قبل فريق لوس أنجلوس ليكرز خلال الدرافت. يبلغ طوله 6 قدم 1 بوصة (1.9 م). اعتزل اللعب في 2007.

## المسيرة الاحترافية
لعب مع لوس أنجلوس ليكرز في موسم 1995–1996، ثم لعب مع غرناطة في موسم 1996–1997، ثم لعب مع فيلادلفيا سفنتي سيكسرز في سنة 1997، ثم لعب مع بانيونيس في موسم 1997–1998، ثم لعب مع ألبا برلين في الدوري الألماني في موسم 1999–2000، ثم لعب مع أريس في موسم 2001–2002، ثم لعب مع بي سي إم جرافيلين في الدوري الفرنسي في موسم 2002–2003.

## روابط خارجية
- فرانكي كينغ على موقع إن بي أي (الإنجليزية)
- فرانكي كينغ على موقع سبورتس رفرنس (الإنجليزية)
- فرانكي كينغ على موقع الدوري الإسباني لكرة السلة (الإسبانية)
- فرانكي كينغ على موقع كرة السلة الأوروبية.كوم (الإنجليزية)
- فرانكي كينغ على موقع كلية كرة السلة في سبورتس رفرنس.كوم (الإنجليزية)
- فرانكي كينغ على موقع ريلجم (الإنجليزية)
- فرانكي كينغ على موقع بروبوليرز (الإنجليزية)
- فرانكي كينغ على موقع سبورتس رفرنس (الإنجليزية)